# Surfin’
«Surfin’» — песня, написанная Брайаном Уилсоном и Майком Лавом — членами американской рок-группы The Beach Boys в 1961 году. Песня вышла на дебютном сингле группы 8 декабря того же года и позже была включена в альбом «Surfin’ Safari» (1962).
«Surfin’» является одной из самых первых песен The Beach Boys. 15 сентября 1961 года в домашней студии Хайта Моргана, издателя Мюррея Уилсона (менеджера ансамбля и отца братьев Уилсонов), группа (в то время называвшаяся The Pendletones) сделала демонстрационную запись. Ещё во время прослушивания у Моргана месяцем ранее музыканты представили полузаконченную версию «Surfin’», обещав доработать её. По воспоминаниям участников, работа над песней началась ещё летом 1961 года.
Первая профессиональная запись состоялась 3 октября под руководством Мюррея Уилсона в студии World Pacific в Лос-Анджелесе: Алан Джардин на контрабасе, Карл Уилсон — на гитаре, Брайан — на самодельном барабане (днище мусорного бака), Майк Лав исполнил ведущую вокальную партию. Уилсон-старший не пустил Денниса играть на ударных, считая его слабым музыкантом. Были записаны «Surfin’», «Luau» и «Lavender».
Сингл «Surfin’» с «Luau» на обратной стороне вышел 8 декабря 1961 года на небольшом лос-анджелесском лейбле Candix Records. Руководителям лейбла не нравилось название The Pendletones, и они самолично, без ведома музыкантов, поменяли их имя на The Beach Boys на ярлыке пластинки. Это вызвало раздражение участников, но они смирились с этим изменением. Хайт Морган следом выпустил сингл также и на своём лейбле — X Records.
Сингл тут же был отправлен на три местные радиостанции, где его беспрерывно крутили каждый день. В результате «Surfin’» возглавил местные хит-парады, а к концу марта 1962 года достиг 75-го места в общенациональном хит-параде журнала «Биллборд». К концу 1961 года было продано около 40 000 экземпляров пластинки, однако сами музыканты получили с неё лишь 200 долларов каждый. Это стало одним из первых конфликтов группы с их ранними продюсерами, так как доходы были значительно ниже ожиданий участников.
30 лет спустя The Beach Boys перезаписали «Surfin’» для альбома «Summer in Paradise» (1992). Однако новая версия не смогла повторить успех оригинала и получила неоднозначные отзывы.
1. ↑  Badman, Keith. The Beach Boys. The Definitive Diary of America’s Greatest Band: On Stage and in the Studio. San Francisco, California: Backbeat Books, 2004. P. 17 — ISBN 0-87930-818-4